# 鹿児島市立城西中学校
鹿児島市立城西中学校（かごしましりつ じょうせいちゅうがっこう）は、鹿児島県鹿児島市城西二丁目にある市立中学校。

## 概要
1947年に鹿児島市立第五中学校として開校した。その後1949年に鹿児島市立城西中学校と校名を改めた。1976年に明和などが鹿児島市立明和中学校の設置に伴い分離された。現在の生徒数は、606名で、各学年各5-7学級である。
かつては3学年で60クラスを越える超マンモス校であった。また、鹿児島城西高等学校とは、同じ城西の名前がついているが、城西高校は、日章学園が運営している高校であり、鹿児島市立の城西中とはまったく関係は無い。

## 沿革
- 1947年（昭和22年）4月30日 - 鹿児島市立第五中学校開校。
- 1949年（昭和24年）4月1日 - 鹿児島第五中学校から鹿児島市立城西中学校に改称。
- 1976年（昭和51年）4月1日 - 鹿児島市立明和中学校を分割する。
- 1993年（平成5年）8月6日 - 平成5年8月豪雨によって、1m20cmまで浸水した[2]。

## 通学区域
- 新照院町
- 永吉1丁目-3丁目
- 原良町
- 薬師1丁目-2丁目
- 城西1丁目-3丁目
- 鷹師1丁目-2丁目
- 常盤1丁目-2丁目
- 常盤町の一部
- 西田1丁目-3丁目

## 著名な出身者
- 宇都隆史 - 参議院議員（自由民主党）
- 柳田理科雄 - 株式会社『空想科学研究所』主任研究員。『空想科学読本』シリーズの著者として有名[3]。
- 三角みづ紀 - 詩人
- AI - 歌手
- 池畑慎之介（ピーター） - 歌手、俳優、タレント ※ラ・サール中学校より転入し、堺市立浜寺中学校へ転出
- 西田淳裕 - お笑い芸人（キンボシ）
- 松下年宏 - 元プロサッカー選手、サッカー指導者
- 末原康志 - ギタリスト。　セッション・ギタリスト、アレンジャー。アコースティックギター関連のスコア集や教則ＤＶＤ等、ヒット著作多数。
- 鮫島秀樹 - ベーシスト。　ツイスト、ハウンドドッグなど有名ロック・バンドのメンバーとして活動。